# Nine Mile Falls (Washington)
Nine Mile Falls es un área no incorporada ubicada en el condado de Spokane en el estado estadounidense de Washington.

## Geografía
Nine Mile Falls se encuentra ubicado en las coordenadas 47°46′33″N 117°32′46″O / 47.77583, -117.54611.